# Abadal (abat)
Abadal és la paraula que s'aplica a tot el relatiu a la jurisdicció dels abats o de les abadesses, tant quan tenien poder temporal com si no en tenien. També s'anomenaven terres abadals l'abadiat o sigui les que formaven el territori subjecte a l'autoritat d'un abat. No s'ha de confondre amb la dignitat d'abat (dignitat de l'abadiat) o l'administrador de les rendes d'una abadia (dignitat de l'abadiat) o el terme d'exercici del càrrec (exercici de l'abadiat) o tampoc amb el territori d'una abadia que era l'abadiat.